# Forces Answerable to WEU
Forces Answerable to WEU (FAWEU) – siły zbrojne podległe Unii Zachodnioeuropejskiej.
Zostały one utworzone w ramach realizacji przez Unię Europejską postanowień Traktatu z Maastricht, ustanawiającego Wspólną politykę zagraniczną i bezpieczeństwa. O ich utworzeniu zadecydowała 19 czerwca 1992 r. w Hotelu Petersberg w miejscowości Königswinter, Rada Ministerialna UZE, przyjmując deklarację, która zakładała, że państwa członkowskie przekażą część narodowych sił zbrojnych do dyspozycji UZE. Powstałe wojska miały w razie zaistnienia potrzeby służyć wspólnej obronie, a także być wykorzystywane do prowadzenia misji petersberskich. Na mocy decyzji Rady Ministrów z Rzymu z 19 maja 1993 r. państwa członkowskie wydzieliły część jednostek i przekazały jej do kontrolę UZE. Raport o składzie tak powstałych wojsk został zatwierdzony przez UZE 22 listopada 1993 r. Rozróżniał on dwa rodzaje sił FAWEU:
- narodowe, będące jednostkami poszczególnych państw przekazanymi do dyspozycji UZE
- wielonarodowe, składające się jednostek pochodzących z różnych krajów. Podstawą organizacyjną była Deklaracja erfurcka z 1997 roku[1].

Pod koniec 1996 r. wielkość sił FAWEU wynosiła ponad 2000 jednostek. Ich skład był następujący:
- Korpus Europejski
- Dywizja Wielonarodowa
- Wielonarodowe Siły Lądowe[3]
- Pierwszy Korpus Niemiecko-Holenderski
- Brytyjsko-Holenderskie Siły Desantowe
- Hiszpańsko-Włoskie Siły Desantowe
- EUROMARFOR – morskie siły szybkiego reagowania
- EUROFOR – lądowe siły szybkiego reagowania w rejonie Morza Śródziemnego

Siły te były do dyspozycji nie tylko UZE, ale i NATO.
| data      | miejsce           | działania |
| --------- | ----------------- | --- |
| 1992-1995 | Morze Adriatyckie | Misja Sharp Guard – nadzór nad przestrzeganiem embarga na dostawy broni do byłej Jugosławii oraz egzekwowanie sankcji ekonomicznych nałożonych na Federacyjną Republikę Jugosławii |
| 1993-1996 | Dunaj             | Operacja policyjna |
| 1993-1996 | Mostar            | Operacja policyjna |
| 1997-2001 | Albania           | Operacja policyjna |
| 1998-1999 | Kosowo            | Obserwacja stanu bezpieczeństwa przez Centrum Satelitarne UZE |
| 1999-2000 | Chorwacja         | Rozminowywanie |

FAWEU nie były wykorzystywane w większej ilości. W ich funkcjonowaniu wielokrotnie występowały liczne trudności. Misja Sharp Guard, choć była realizowana wspólnie z NATO, nie powiodła się. Wielka Brytania nie zgadzała się na wysłanie wojsk do Bośni i Hercegowiny, co stało w sprzeczności z zabiegami Francji. Niemcy zaś do lipca 1994 r. nie mogły wysyłać własnych wojsk zagranicę, bo im tego zabraniała konstytucja. Ponadto dodatkowy problem stanowił brak dostatecznej ilości niektórego rodzaju sprzętu i oddziałów. Trudności sprawiały także Stany Zjednoczone, które niechętnie odnosiły się do misji pokojowych prowadzonych przez państwa europejskie.